# مادرت می‌داند؟
«مادرت می‌داند؟» (انگلیسی: Does Your Mother Know) ترانه‌ای از گروه پاپ سوئدی آبا است که در آوریل ۱۹۷۹ منتشر شد. خوانده اصلی این ترانه بیورن اولویوس و همخوانی آن توسط آنی-فرید لینگستاد و آنگنیه‌تا فلتسکوگ انجام شد.

## جداول موسیقی
| جدول (۱۹۷۹)                                 | بالاترین رتبه |
| ------------------------------------------- | ------------- |
| استرالیا (گزارش موسیقی کنت)                 | ۷             |
| اتریش (او۳ تاپ ۴۰ اتریش)                    | ۱۳            |
| بلژیک (اولتراتاپ ۵۰ فلاندرز)                | ۱             |
| ۵۰ تک‌آهنگ برتر کانادا (مجله آرپی‌ام)         | ۱۲            |
| موسیقی معاصر بزرگسالان کانادا (مجله آرپی‌ام) | ۲             |
| اروپا (۱۰۰ تک‌آهنگ داغ اروپا)                | ۱             |
| فنلاند (جدول‌های رسمی فنلاند)                | ۲             |
| فرانسه (SNEP)                               | ۲۶            |
| ایرلند (ایرما)                              | ۳             |
| ژاپن (اوریکون)                              | ۱۸            |
| مکزیک (جدول تک‌آهنگ‌های مکزیک)                | ۱۷            |
| هلند (۴۰ آهنگ برتر)                         | ۴             |
| هلند (۱۰۰ تک‌آهنگ برتر)                      | ۳             |
| نیوزیلند (ریکوردد میوزیک ان‌زد)              | ۲۷            |
| رودزیا (جدول تک‌آهنگ‌های رودزیا)              | ۹             |
| آفریقای جنوبی (رادیو اسپرینگ‌باک)            | ۱۲            |
| سوئیس (شوایزر هیت‌پاراد)                     | ۶             |
| تک‌آهنگ‌های بریتانیا (اوسی‌سی)                 | ۴             |
| بیلبورد هات ۱۰۰ ایالات متحده                | ۱۹            |
| بزرگسالان معاصر ایالات متحده (بیلبورد)      | ۴۰            |
| ۱۰۰ ترانۀ برتر کش‌باکس آمریکا                | ۱۶            |
| آمریکا - مجلۀ رکورد ورلد                    | 17            |
| آلمان غربی (جدول‌های رسمی آلمان)             | ۱۰            |

| جدول (۱۹۷۹)                    | رتبه |
| ------------------------------ | ---- |
| استرالیا (گزارش موسیقی کنت)    | ۷۰   |
| بلژیک (اولتراتاپ فلاندرز)      | ۲۰   |
| تک‌آهنگ‌های برتر کانادا (آرپی‌ام) | ۵۲   |
| هلند (۴۰ آهنگ برتر هلند)       | ۶۷   |
| هلند (۱۰۰ آهنگ برتر هلند)      | ۳۰   |
| تک‌آهنگ‌های بریتانیا (اوسی‌سی)    | ۴۳   |
| ایالات متحده آمریکا            | ۱۳۲  |

## گواهینامه‌ها و فروش

### نسخۀ اصلی آبا
| منطقه                                   | گواهی | واحد گواهی‌شده/فروش |
| --------------------------------------- | ----- | ------------------ |
| فرانسه                                  | —     | ۸۰٬۰۰۰             |
| بریتانیا (بی‌پی‌آی)                       | طلا   | ۴۰۰٬۰۰۰            |
| رقم فروش+پخش جاری تنها بر پایهٔ گواهی‌ها. |       |                    |

### نسخۀماما میا!
| منطقه                                   | گواهی | واحد گواهی‌شده/فروش |
| --------------------------------------- | ----- | ------------------ |
| بریتانیا (بی‌پی‌آی)                       | نقره  | ۲۰۰٬۰۰۰            |
| رقم فروش+پخش جاری تنها بر پایهٔ گواهی‌ها. |       |                    |